# Ranzania laevis
El ranzania, mola flaca o pez luna colitruncado (Ranzania laevis), es un pez de la familia Molidae, única especie del género Ranzania.
Es una especie cosmopolita que se encuentra en aguas oceánicas templadas y tropicales de todo el mundo. R. laevis es una especie pelágica y nada generalmente en solitario a profundidades de hasta 140 metros.
Los adultos alcanzan una longitud aproximada de 1 metro. Aunque cuenta con aleta caudal al nacer, la pierde posteriormente y es sustituida por una estructura redondeada llamada clavus, que le da su forma característica.
R. laevis se alimenta principalmente de crustáceos planctónicos, y entre sus depredadores naturales se encuentra el atún de aleta amarilla, el pez vela del Atlántico y el marlín blanco.

## Imágenes

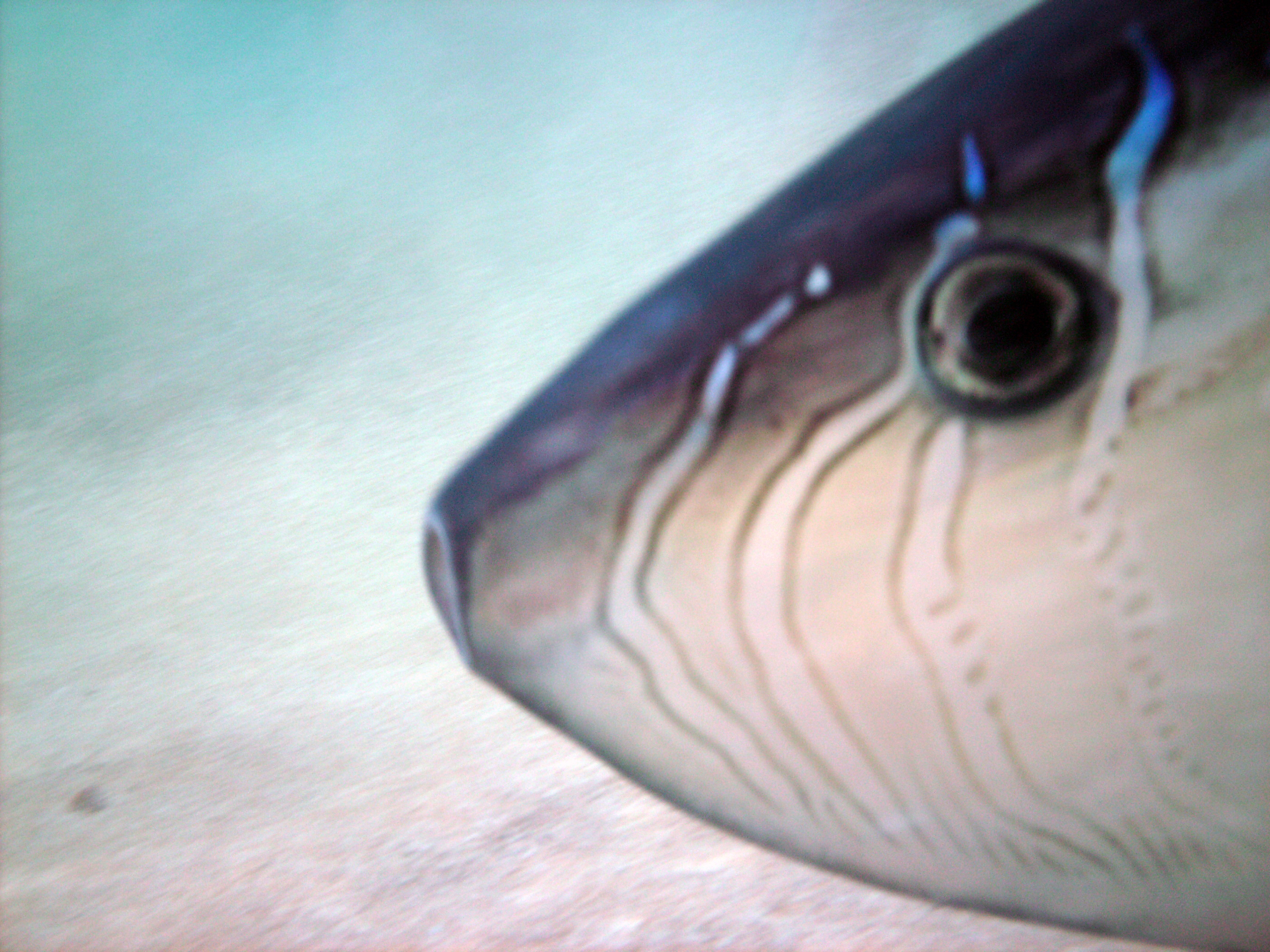
Primer plano de la cabeza
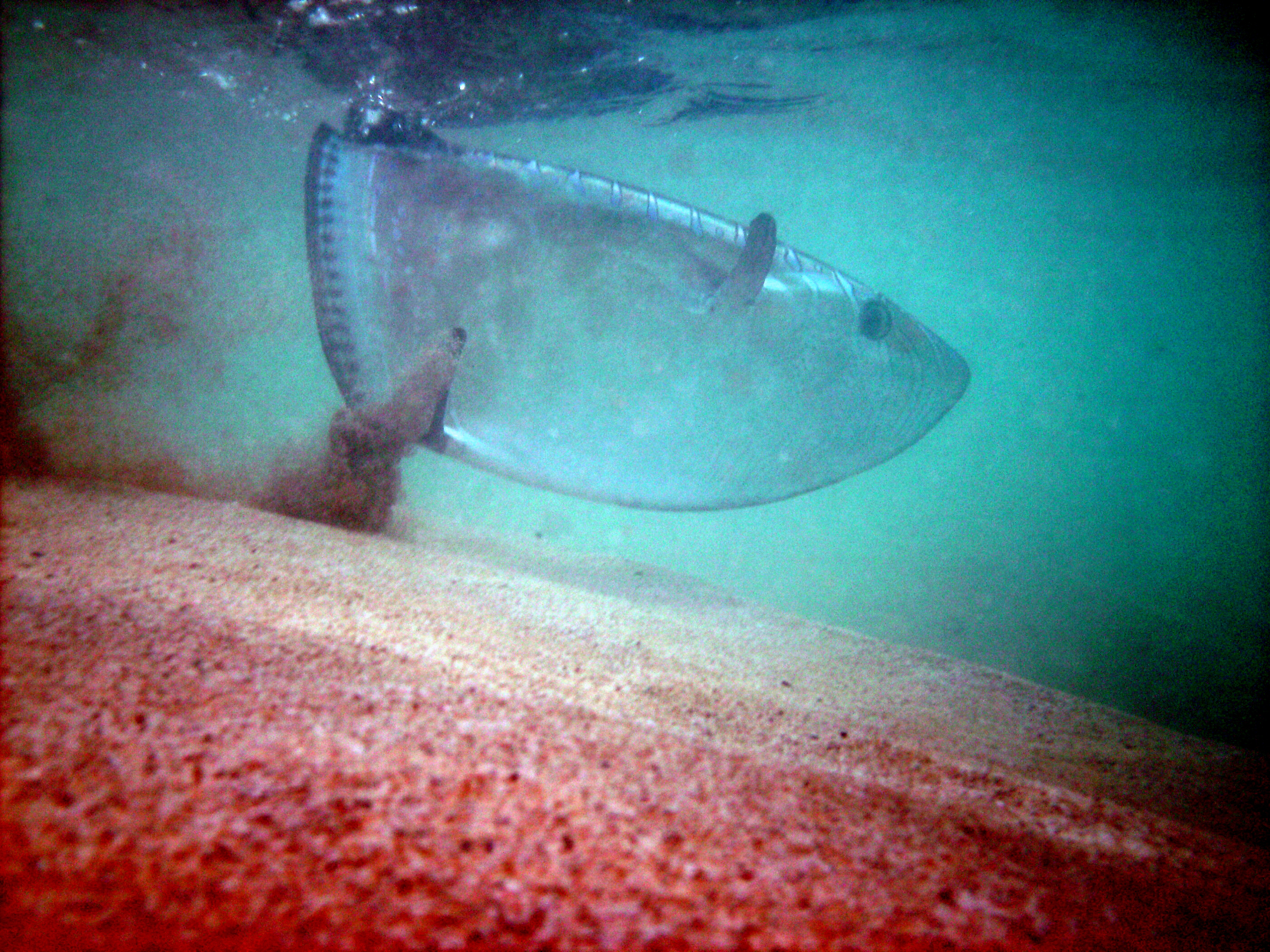
R. laevis en la bahía Napili, Maui, Hawái